# Rochefort-en-Yvelines
Rochefort-en-Yvelines är en kommun i departementet Yvelines i regionen Île-de-France i norra Frankrike. Kommunen ligger i kantonen Saint-Arnoult-en-Yvelines som tillhör arrondissementet Rambouillet. År 2022 hade Rochefort-en-Yvelines 897 invånare.

## Befolkningsutveckling
Antalet invånare i kommunen Rochefort-en-Yvelines
| Referens: INSEE |